# Wigwag (spoorwegen)
Een wigwag is bij de spoorwegen een heen-en-weer slingerend magnetisch of automatisch spoorwegovergangsignaal. Het systeem werd voorheen vooral in Noord-Amerika toegepast. Daar wordt het een magnetic of automatic flagman genoemd.

## Beschrijving
De signaalschijf zwaait heen en weer als een slinger door middel van elektromagneten. In het midden van de schijf zit een rood licht. Zowel de schijf als het licht zijn dubbelzijdig, zodat er in principe maar één wigwag per overweg nodig is. Hij heeft meestal ook een bel die synchroon met de slingerende schijf werkt.
Over het algemeen staat de wigwagpaal naast de weg en hangt de wigwag-schijf aan een korte zij-arm boven de weg. Wanneer de paal in het midden van de weg staat, dan hangt de wigwag-schijf niet, maar steekt boven het apparaat uit. Bij een derde variant staat de wigwag zonder zij-arm langs de weg.
Er zijn diverse uitvoeringen, waaronder wigwags waarbij de schijf verborgen wordt als er geen trein komt. Deze variant kwam veel voor in Canada, en komt nog voor in Chili. Op het "opbergvak" staat dan meestal "look listen", en op de schijf zelf staat "stop". In het Spaans "mire y escuche" respectievelijk "pare". In Chili is de schijf echter op sommige plaatsen permanent te zien, wat erop kan duiden dat de wigwag defect is. Een uitzonderlijke variant was de middenpaal met aan weerszijden een wigwag, boven elke rijbaan dus, zoals te Roseburg, Indiana.

Meestal is de schijf voorzien van een zwart-wit kruis, en dat symbool leeft voort in het bekende ronde gele aankondigingsbord met zwart kruis (RXR) dat bij de meeste overwegen in de Verenigde Staten staat.

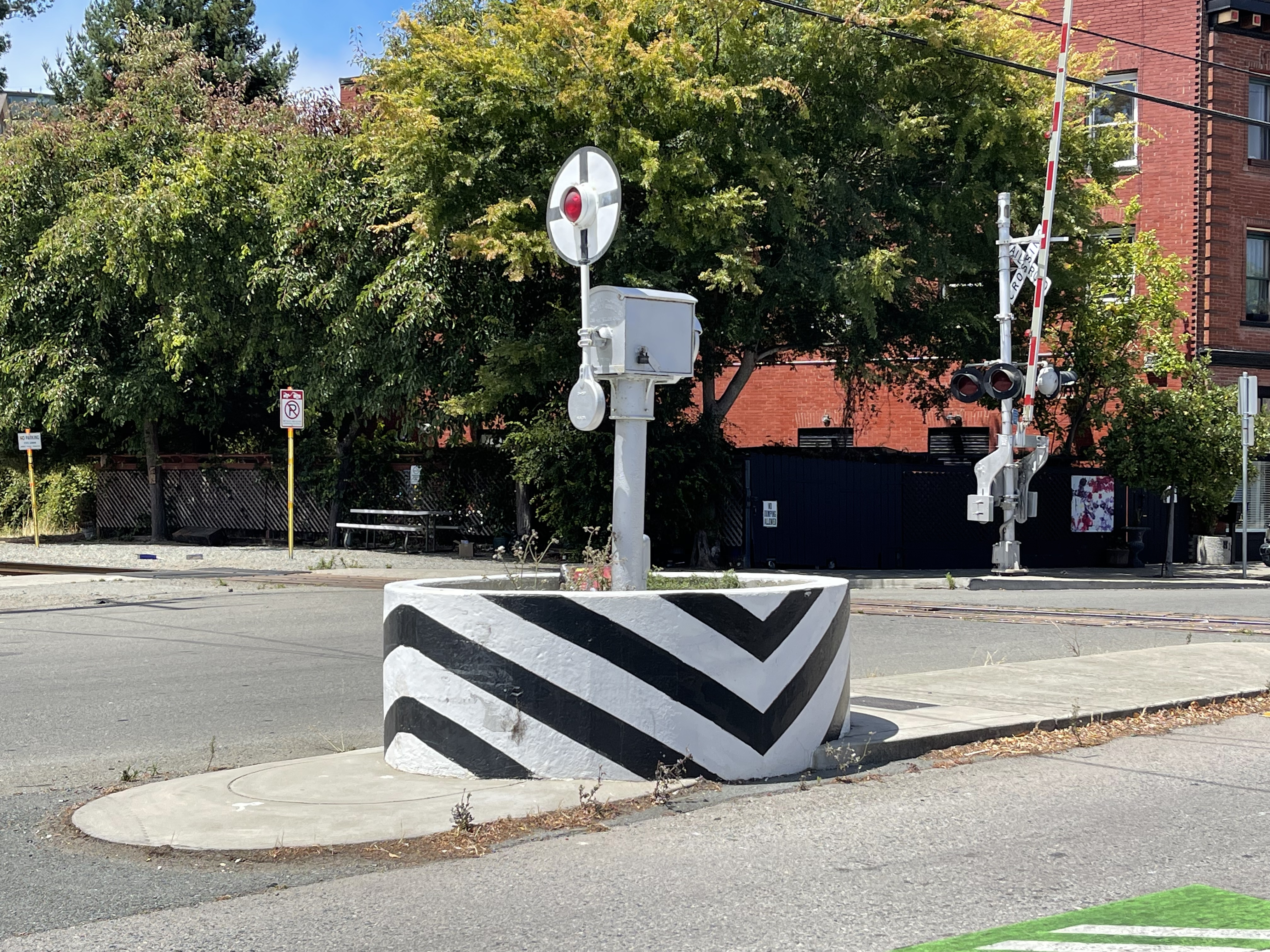
Een wigwag op een korte paal, in combinatie met slagboom en lichten. De wigwags hier functioneren alleen bij speciale gelegenheden.

 Meestal zijn er geen slagbomen wanneer de wigwag gebruikt wordt. Dat is ook een reden waarom dergelijke systemen geleidelijk vervangen worden, meestal door gewone overweglichten met slagbomen. In enkele gevallen worden oud en nieuw gecombineerd; een wigwag met twee of vier extra rode lampen dus, maar geen spoorbomen.

## Historie

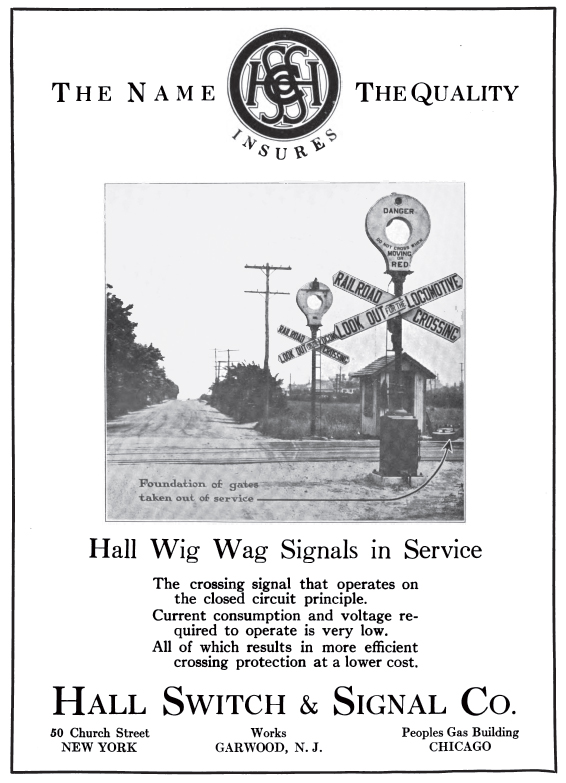
Reclame voor de Hall Signal Company, 1916

De uitvinding wordt toegeschreven aan Albert Hunt, ingenieur bij de Pacific Electric interurban te Californië. Het eerste ontwerp dateert uit 1909, en er zouden vele types volgen.
Met het toenemende aantal auto's nam ook het aantal ongevallen op onbewaakte overwegen toe. Bij bewaakte overwegen was het gebruikelijk dat de overwegwachter of de treinbegeleider, de flagman, zwaaide met een rode vlag of lantaarn. Met de elektrische wigwag werd dat heen en weer zwaaien nagebootst. De eerste werd geplaatst in 1914, en het was de eerste vorm van automatische overwegbeveiliging. Ze werden geplaatst langs spoorlijnen, interurban lijnen en tramlijnen. Alleen al de Magnetic Signal Company  in Vernon heeft er ruim 7000 gemaakt. 

### Verdwenen wigwag
In Vernon was een van de laatste wigwags actief. Deze wigwag moest daar in zijn eentje maar liefst acht sporen beveiligen; in de andere richting staat alleen een andreaskruis. Het aantal treinen is allicht afgenomen, want de lijn aan de zuidkant wordt niet meer gebruikt en is verderop verdwenen. In 2020 verdween de wigwag, vermoedelijk gestolen.

## Huidige situatie
Het aantal nog aanwezige wigwags neemt snel af; er zouden in 2023 nog 13 aanwezig zijn op reguliere spoorlijnen in de Verenigde Staten, allemaal in Californië, waarvan sommige niet meer actief zijn. Wel zijn er veel in spoorwegmusea terecht gekomen of worden ze soms ook echt gebruikt bij museumspoor en tramlijnen, en soms alleen statisch of als demonstratiemodel. Op bijvoorbeeld parkspoorwegen, spoorlijnen in dierentuinen, en in pretparken zoals Disneyland (ook tram) zijn ze echter veel in gebruik omdat ze goed bij de nostalgische voertuigen passen, en zodoende zullen ze daarom nooit helemaal verdwijnen. Sommige particulieren hebben een verzameling wigwags in hun tuin staan. 
In winkelcentrum The Grove te Los Angeles zijn er twee wigwags op de enige wegkruising van een zeer kort heen en weer tramlijntje. Er rijdt een replica-dubbeldeks-tram op batterijen.
De hoogste concentraties bevinden zich in Fresno, Lindsay, en Santa Cruz. Drie per stad. In Fresno zijn het drie overwegen bij elkaar in de buurt, en het zijn nog unieke ook, want ze hebben ook de gewone rode lichten. Per kruising één installatie met zes rode lichten. In Santa Cruz zijn er twee straten, waar ook treinen op rijden, dichtbij elkaar die er één hebben. Er rijden alleen toeristentreinen. Een derde is verderop richting Watsonville, maar dat deel is buiten gebruik. 
Buiten Noord-Amerika zijn de wigwags weinig toegepast. In Australië is er nog een aanwezig op een gesloten lijn op Cameron Road bij Mount Barker. In Nederland is er voor zover bekend één in gebruik geweest. In Leidschendam hing er ooit een aan een portaal van de Blauwe tram over de Damlaan heen. Getuige enkele foto's waren er ook twee in Chili, maar die overwegen zijn vervangen door viaducten. Een van die overwegen had spoorbomen. Toch blijken er in 2022 minstens nog zes in Chili te zijn, maar het is onduidelijk of ze nog functioneren. Het gaat om één overweg in de gemeente Padre Hurtado, één in Panquehue(nabij Condomino San Rodrigo)(bij San Felipe), één in La Cruz, en drie in de gemeente Llaillay. Alleen op de eerste locatie is er ook andere beveiliging. De overige zijn dus de enige "bewaking" van zo'n overweg. Als die defect is, is er dus geen beveiliging. Maar het is in veel landen heel gewoon dat er geen beveiliging aanwezig is, zelfs op drukke wegen, soms met wel 10 rijbanen voor auto's. Àls er een andreaskruis of een stopbord staat is dat vaak al heel wat ("luxe").
In Zwitserland zijn er ook enkele geweest, evenals in Italië en in Frankrijk.In Italië zijn of waren er ook "alternatieve": geen slingersein, maar een drie-armig ronddraaiend "molentje" (girandole), met erachter een bel.

## Populariteit
Hoe populair wigwags ooit waren blijkt wel uit een voorbeeld in Elgin, Illinois, in 1926. Daar werden toen maar liefst 41 wigwags geplaatst, juist ter vervanging van manuele slagbomen. Vanwege de gecompliceerde verkeerssituatie waren deze wigwags niet automatisch. Men vond dit veiliger en beter voor de doorstroming; daarnaast bespaarde het een aantal overwegwachters. Inmiddels is deze lijn schuin door de stad allang opgeheven.

### Andere betekenissen
- In het Verenigd Koninkrijk worden de rode knipperlichten van een overweg ook wel wigwag genoemd, omdat het lijkt dat ze heen en weer gaan.
- Locomotieven kunnen hun hun brandende koplampen laten wisselen (links - rechts), wat dus ook een wigwageffect heeft.
- Met seinvlaggen is het ook mogelijk.